# Лоуренс, Иан
Иан Элиа Лоуренс Эско (исп. Aarón Suárez Zúñiga; род. 28 мая 2002, Sabanilla) — коста-риканский футболист, защитник клуба «Алахуэленсе» и сборной Коста-Рики.

## Клубная карьера
Лоуренс — воспитанник клуба «Депортиво Саприсса». В 2020 году Иан подписал свой первый профессиональный контракт «Алахуэленсе». 10 июня 2020 года в матче против «Хикараля» он дебютировал в чемпионате Коста-Рики. 13 октября 2021 года в поединке против «Сатос де Гуапилес» Иан забил свой первый гол за «Алахуэленсе». В 2021 году он помог клубу выиграть чемпионат.

## Международная карьера
В 2019 году в составе юношеской сборной Коста-Рики Лоуренс принял участие в юношеском чемпионате КОНКАКАФ. На турнире он сыграл в матчах против команд Панамы, Кюрасао, Суринам и Канады. 
27 марта 2022 года в отборочном матче чемпионата мира 2022 против сборной Сальвадора Лоуренс дебютировал за сборную Коста-Рики. 

## Достижения
Клубные
 «Алахуэленсе»
- Победитель чемпионата Коста-Рики — 2020/2021